# رافا فونسيكا
رافا فونسيكا هو لاعب كرة قدم برتغالي في مركز الهجوم، ولد في 11 مارس 1992 في أوليفيرا دي ازميس في البرتغال. لعب مع U.D. Oliveirense ‏.

## وصلات خارجية
- رافا فونسيكا على موقع Soccerway.com (الإنجليزية)